# NGC 6300
NGC 6300 é uma galáxia espiral barrada (SBb) localizada na direcção da constelação de Ara. Possui uma declinação de -62° 49' 13" e uma ascensão recta de 17 horas, 16 minutos e 59,7 segundos.
A galáxia NGC 6300 foi descoberta em 30 de Junho de 1826 por James Dunlop.